# Шези ан Орксоа
Шези ан Орксоа (фр. Chézy-en-Orxois) насеље је и општина у североисточној Француској у региону Пикардија, у департману Ен (Пикардија) која припада префектури Шато Тјери.
По подацима из 2011. године у општини је живело 362 становника, а густина насељености је износила 22,41 становника/km². Општина се простире на површини од 16,15 km². Налази се на средњој надморској висини од 126 метара (максималној 169 m, а минималној 65 m).

## Демографија
| 1962. | 1968. | 1975. | 1982. | 1990. | 1999. | 2011. |
| ----- | ----- | ----- | ----- | ----- | ----- | ----- |
| 343   | 381   | 297   | 302   | 324   | 346   | 362   |

График промене броја становника у току последњих година